# Шорт-трек на зимних Азиатских играх 2017
Шорт-трек на зимних Азиатских играх 2017 — соревнования по шорт-треку, которые прошли в рамках зимних Азиатских игр 2017 года.
Все соревнования прошли в Саппоро, Япония, с 20 по 22 февраля 2017 года на ледовой арене Макоманай.
Всего было разыграно 8 комплектов медалей, по 4 у мужчин и женщин.

## Медалисты

### Мужчины
| Дисциплина | Золото                                                        | Серебро                                                            | Бронза                                                                                |
| ---------- | ------------------------------------------------------------- | ------------------------------------------------------------------ | ------------------------------------------------------------------------------------- |
| 500 м      | У Дацзин Китай                                                | Со И Ра Республика Корея                                           | Пак Се Ён Республика Корея                                                            |
| 1000 м     | Со И Ра Республика Корея                                      | Син Да Ун Республика Корея                                         | Кейта Ватанабэ Япония                                                                 |
| 1500 м     | Пак Се Ён Республика Корея                                    | У Дацзин Китай                                                     | Ли Джон Су Республика Корея                                                           |
| Эстафета   | Китай У Дацзин Хань Тяньюй Жэнь Цзывэй Сюй Хунчжи Ши Цзиннань | Республика Корея Ли Джон Су Со И Ра Син Да Ун Пак Се Ён Хан Сюн Су | Япония Хироки Ёкояма Кадзуки Ёсинага Кейта Ватанабэ Рёсукэ Сакадзумэ Такаюки Муратаке |

### Женщины
| Дисциплина | Золото                                                                  | Серебро                                                 | Бронза                                                                                |
| ---------- | ----------------------------------------------------------------------- | ------------------------------------------------------- | ------------------------------------------------------------------------------------- |
| 500 м      | Цзан Ицзэ Китай                                                         | Аюко Ито Япония                                         | Чхве Мин Джон Республика Корея                                                        |
| 1000 м     | Сим Сок Хи Республика Корея                                             | Чхве Мин Джон Республика Корея                          | Сумирэ Кикути Япония                                                                  |
| 1500 м     | Чхве Мин Джон Республика Корея                                          | Сим Сок Хи Республика Корея                             | Го Ихань Китай                                                                        |
| Эстафета   | Республика Корея Сим Сок Хи Чхве Мин Джон Но До Хи Ким Джи Ю Ким Гён Хи | Китай Фань Кэсинь Цюй Чуньюй Цзан Ицзэ Го Ихань Линь Юэ | Казахстан Ким Йонг А Анастасия Крестова Мадина Жанбусинова Анита Нагай Ольга Тихонова |

## Медальный зачёт
| Место | Страна           | Золото | Серебро | Бронза | Всего |
| ----- | ---------------- | ------ | ------- | ------ | ----- |
| 1     | Республика Корея | 5      | 5       | 3      | 13    |
| 2     | Китай            | 3      | 2       | 1      | 6     |
| 3     | Япония           | 0      | 1       | 3      | 4     |
| 4     | Казахстан        | 0      | 0       | 1      | 1     |
| Всего | Всего            | 8      | 8       | 8      | 24    |